# Pabellón municipal de Palencia
El pabellón municipal de Palencia es un recinto polideportivo que se encuentra en la ciudad de Palencia, en la comunidad autónoma de Castilla y León, España. Fue inaugurado en el año 1979, siendo el recinto cubierto para la práctica del deporte más grande de la provincia.

## Características
Ubicado en la ribera del río Carrión, el antiguo Pabellón Municipal de los Deportes fue rebautizado en honor a la atleta palentina Marta Domínguez, mejor atleta española de la historia, y nombrada mejor atleta europea de 2009 por la Asociación Europea de Atletismo. En septiembre de 2017 se renombró de nuevo como Pabellón Municipal de Palencia.
Con una capacidad de unas 5204 personas sentadas (tras su última ampliación de gradas), este polideportivo es la sede del Palencia Baloncesto, equipo que milita en la categoría ACB, la más importante del baloncesto en España. En 1983 fue sede de la final de la Copa del Rey de Baloncesto y en 1998, de la fase final de la Copa del Rey de Balonmano. Asimismo, ha albergado numerosos espectáculos deportivos y musicales.
En el año 2012 se inauguró, en la entrada del pabellón, una escultura de la atleta que dio nombre a la instalación y que fue realizada por el escultor Luis Alonso M. Esta  estatua fue retirada en febrero de 2018 por el ayuntamiento de Palencia.
Además en el año 2013 se colocó en los jardines del pabellón una placa de agradecimiento por el pregón literario en las fiestas de San Antolín de 2013 a César González Mínguez.
Durante los  años 2017 y 2018 se llevó a cabo una profunda remodelación de la instalación, que amplió su aforo hasta los 5016 espectadores.
Durante la primera temporada del Palencia Baloncesto en la Liga ACB, adquirió relevancia la gran animación de la afición local en el pabellón, que comenzó a ser conocido como la Caldera de Castilla.